# Carl Otto Elfström
Carl Otto Elfström, född 13 mars 1862 i Häggdångers församling, Västernorrlands län, död 30 maj 1923 i Sundsvalls församling, Västernorrlands län, var en svensk läkare. Han var bror till borgmästare Johan Bernhard Elfström.

## Biografi
Elfström, som var son till kyrkoherde Per Elfström, blev student vid Uppsala universitet 1881, medicine kandidat 1887, medicine licentiat 1890, var tillförordnad biträdande läkare vid Uppsala hospital 1890–1891, biträdande läkare vid Sundsvalls länslasarett 1892–1893, tillförordnad stadsläkare i Sundsvalls stad tidvis 1892–1894 och förste stadsläkare där från 1894 som efterträdare till Carl Henric Benckert. Elfström var läkare vid Sundsvalls medicinsk-mekaniska institut från 1908.
Elfström tillhörde Sundsvalls stadsfullmäktige 1899–1919 och var högerrepresentant i Västernorrlands läns landsting 1905–1916. Han var ordförande i hälsovårdsnämnden från 1895 och under många år även i Sundsvalls gårdsägareförening. Han publicerade en redogörelse över en komparativ undersökning hos skolungdomen och jämnåriga sågverksarbetare (Hygienisk tidskrift, 1910).